# Wulf Bernotat

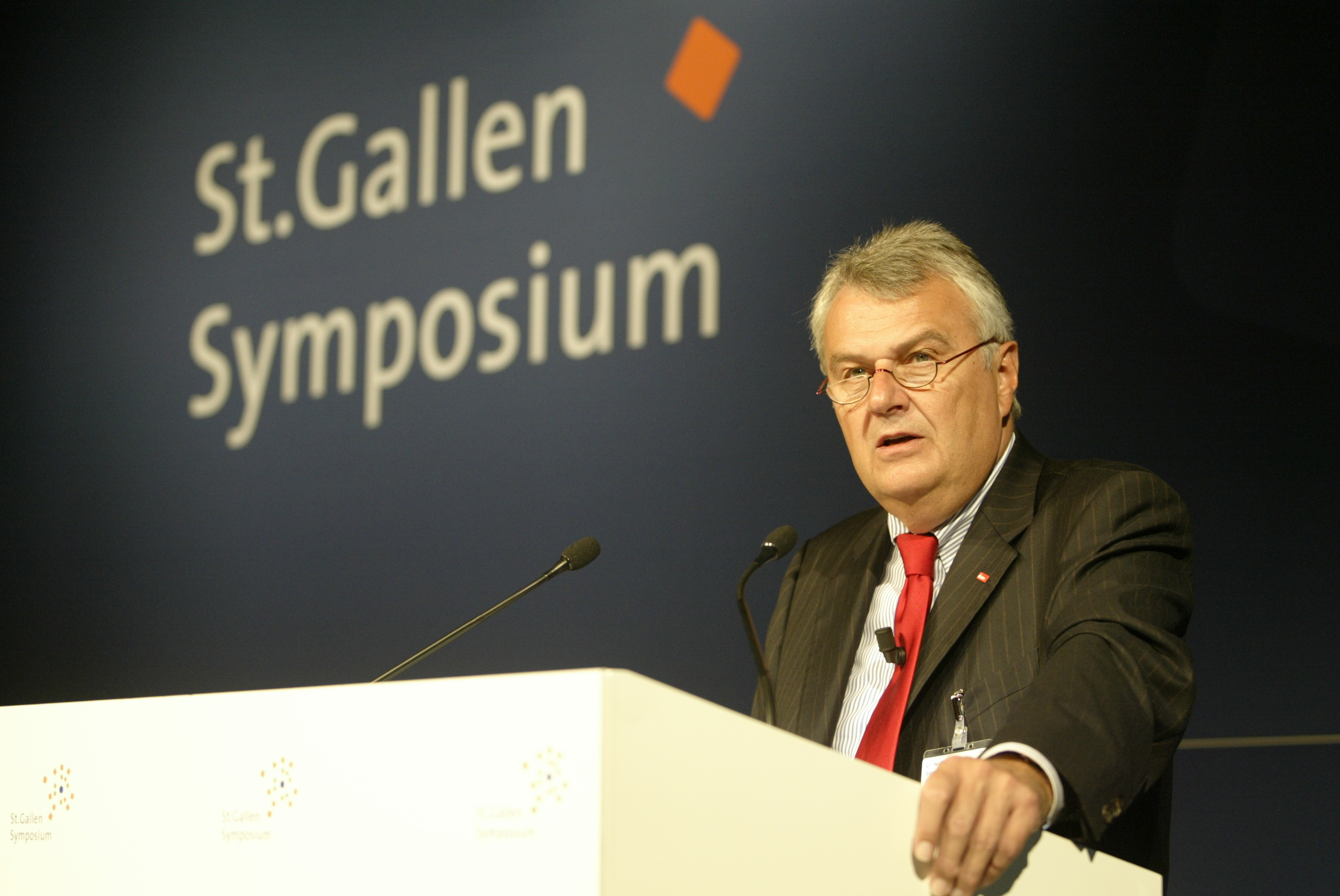
Wulf Bernotat im Mai 2009 beim 39. St. Gallen Symposium

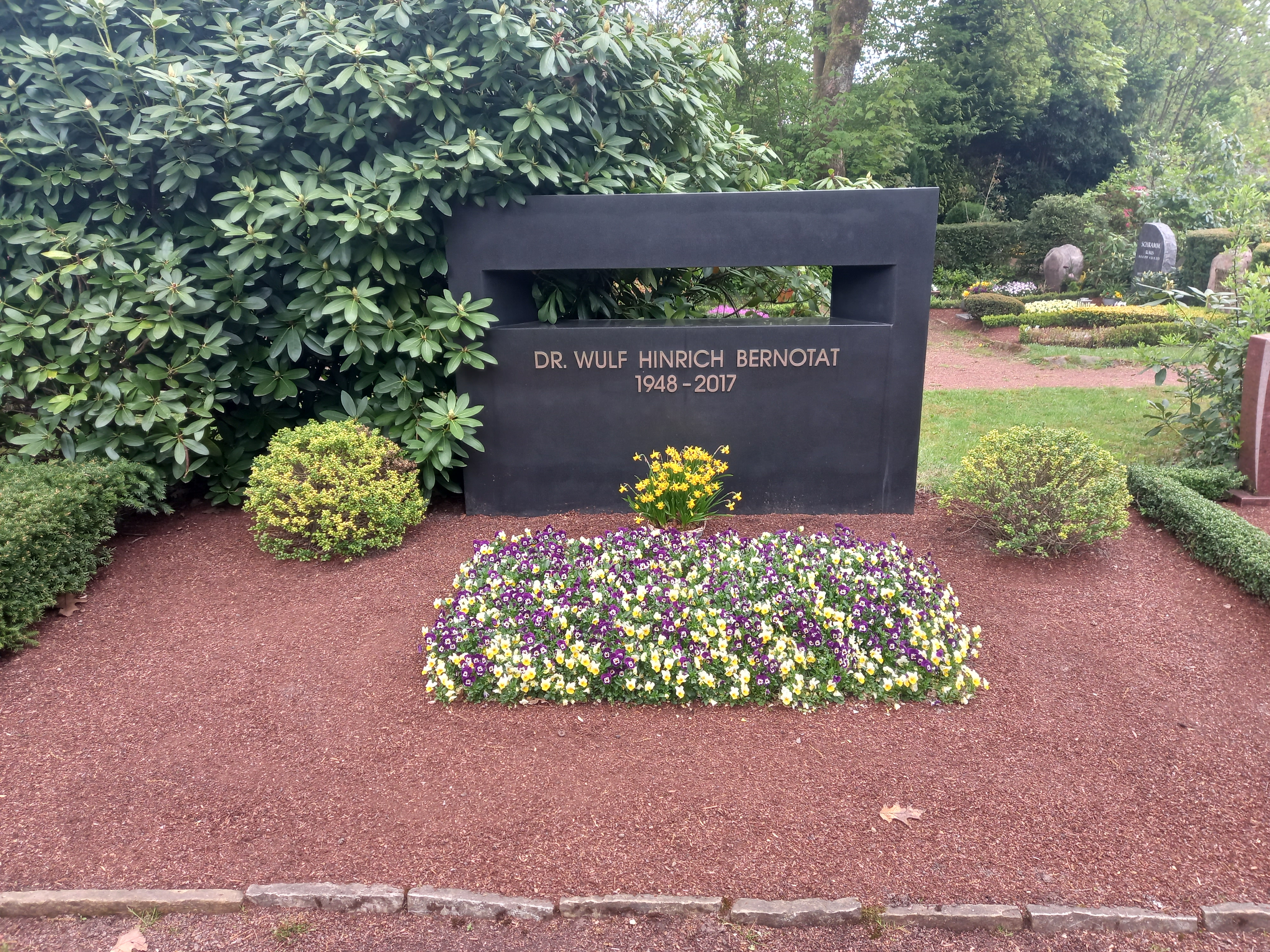
Das Grab von Wulf Bernotat auf dem Friedhof Bredeney in Essen

Wulf-Hinrich Bernotat (* 14. September 1948 in Göttingen; † 27. August 2017 in Essen) war ein deutscher Manager, Vorstandsvorsitzender der E.ON AG und Aufsichtsratsvorsitzender der Vonovia SE.

## Schulische Laufbahn
Nach dem Abitur am Scharnhorstgymnasium in Hildesheim begann Bernotat 1969 ein Jura-Studium an der Universität Göttingen, das er 1974 mit dem ersten Staatsexamen abschloss. 1976 legte er das zweite Staatsexamen ab und promovierte noch im gleichen Jahr.

## Berufliche Laufbahn

### Shell
Im selben Jahr begann Bernotat seine berufliche Karriere als Justitiar bei der Shell AG in Hamburg. 1981 wechselte er zu Shell in London, wo er bis 1984 als Business Development Manager für Staaten des Rats für gegenseitige Wirtschaftshilfe tätig war, insbesondere für die Sowjetunion, Polen, Rumänien und Bulgarien.
1986 kehrte er nach Hamburg zurück, wo er das Handelsgeschäft Schmier- und Kraftstoffe der deutschen Shell leitete. 1986/87 übernahm er die Verantwortung für die strategische Planung. Kurzzeitig war er 1987/88 im Marketing-Sektor Erdgas des Unternehmens verantwortlich. Von dort wechselte er 1988 in die Leitung des Shell-Vertriebszentrums Luftfahrt und Behörden.
1989 wechselte er zur Shell-Niederlassung in Lissabon, wo er bis 1992 als General Manager den Konzern in Portugal vertrat.
1992 kehrte er nach London zurück, wo er als Area Coordinator der Shell-Operationen in der südlichen Hemisphäre und Coordinator Coal Business Afrika tätig war. 1995 bis 1996 arbeitete er im Vorstand der Shell-France mit Zuständigkeit für Raffinerie und Distribution.

### VEBA (E.ON)
1996 verließ Bernotat den Shell-Konzern und übernahm als Vorstand bei der VEBA-Oel AG in Gelsenkirchen die Verantwortung für das Marketing und den Vertrieb. Im November 1998 wurde Bernotat zum Vorstandsvorsitzenden der damals zum VEBA-Konzern gehörenden Stinnes AG in Mülheim an der Ruhr berufen. Die Stinnes AG formte er zu einem reinen Logistikunternehmen, dessen Börsengang er 1999 vorbereitete, bis es 2002 an die Deutsche Bahn AG verkauft wurde. Gleichzeitig gehörte er bis Juni 2000 dem Vorstand des VEBA-Konzerns mit Verantwortung für den Bereich Downstream (Versorgung, Verarbeitung, Marketing, Vertrieb für Mineralöl- und Petrochemieprodukte) an.
Im Mai 2003 trat Bernotat die Nachfolge von Ulrich Hartmann und Wilhelm Simson als Vorstandsvorsitzender des aus dem VEBA-Konzern hervorgegangenen Energieversorgers E.ON AG in Düsseldorf an. Das Unternehmen erhielt eine neue Unternehmensidentität und wurde auf die Elektrizitätsgewinnung und -verteilung sowie die Gasverteilung fokussiert.
Zur Übernahme der Ruhrgas AG im Januar 2003 wurde die Chemiesparte Degussa verkauft. Durch den schnellen Weiterverkauf der Messtechnikaktivitäten Ruhrgas Industries 2005 verschaffte Bernotat dem Unternehmen weitere Liquidität. Mit dem Verkauf früherer VEBA-Immobilien als Viterra-Wohnungsbaugesellschaft fokussierte Eon 2005 weiter auf das Kerngeschäft mit Strom und Gas.
Wegen ihres Restrukturierungsbedarfs wurde die Übernahme des britischen Energieversorgers Powergen in Branchenkreisen als überteuert angesehen. Überdies übernahm das Unternehmen für 1,637 Mrd. Euro den britischen Energieverteiler Midlands Electricity, der mit 692 Mio. Euro verschuldet war. Zwischenzeitlich beteiligte sich E.ON systematisch in Rumänien, Ungarn, Bulgarien, Tschechien, Polen und der Slowakei sowie Italien. Durch die Übernahme der Ruhrgas ist E.ON am größten halbstaatlichen russischen Gasunternehmen Gazprom mit 6,5 % beteiligt. Nachdem BASF bei einer Gasfeldkooperation schneller war als E.ON Ruhrgas, einigte sich Bernotat mit Gazprom auf eine 25%ige Beteiligung minus eine Aktie am sibirischen Erdgasfeld Yushno Russkoje. Im Gegenzug erhielt Gazprom eine Beteiligung von fast 50 % an den ungarischen Gasgesellschaften E.ON Földgaz Storage und E.ON Földgaz Trade, sowie 25 % plus eine Aktie am regionalen Strom- und Gasversorger E.ON Hungaria. Um der E.ON-Tochter Ruhrgas die Geschäftsgrundlage für die nächsten Jahrzehnte zu sichern, ließ Bernotat E.ON-Ruhrgas zusammen mit der BASF-Tochter Wintershall 2005 einen Vertrag mit Gazprom zum Bau der politisch nicht unumstrittenen Ostseepipeline unterzeichnen. Die geplante Übernahme der Scottish Power scheiterte am zu hoch erscheinenden Preis. Beim Übernahmeversuch des italienischen Elektroenergieerzeugers Edison hatte das Unternehmen gegenüber dem französischen Konkurrenten EdF das Nachsehen. Im Februar 2006 plante das Unternehmen die Übernahme des spanischen Energieversorgers Endesa im Gesamtwert von 55 Mrd. Euro. Zunächst legte aber der spanische Gasversorger Gas Natural ein Gegenangebot vor, das Bernotat noch durch ein verbessertes Angebot konterte. Auflagen seitens der spanischen Regierung wurden von der EU nicht genehmigt. Die Übernahme misslang jedoch, unter anderem wurden befreundete Unternehmen (Acciona und Enel) zum Kauf von Anteilen an Endesa unterstützt. Schließlich erhielt E.ON-Anteile an diversen Unternehmen in Spanien, Frankreich, Italien und weiteren Ländern im Wert von 10 Mrd. Euro. Auf der Hauptversammlung der E.ON 2007 wurde der Vertrag von Wulf Bernotat um 2 Jahre verlängert.
2006 wurde Bernotats Vergütung gegenüber 2004 um 63 % auf ein Jahreseinkommen von 5,72 Millionen Euro angehoben.

### Aufsichtsratspositionen
Er gehörte den Aufsichtsräten der RAG und der Allianz an. Bei der Allianz war Bernotat von April 2003 bis Mai 2017 Mitglied des Aufsichtsrats, die letzten annähernd fünf Jahre als dessen stellvertretender Vorsitzender. Überdies war er Aufsichtsratsmitglied Metro AG. Sein Amt als Aufsichtsratsvorsitzender der Vonovia SE legte er am 26. August 2017 – einen Tag vor seinem Tod – aus gesundheitlichen Gründen nieder. Im Mai 2006 wurde er in den Aufsichtsrat der Bertelsmann AG und mit Wirkung vom 1. Januar 2010 in den Aufsichtsrat der Deutschen Telekom gewählt.
Am 30. April 2010 trat er vom Amt des Vorstandsvorsitzenden der E.ON AG zurück. Seit August 2013 war Bernotat als Berater bei der Private-Equity-Gesellschaft Permira tätig.

### Sonstiges
Im August 2010 unterzeichneten Bernotat und etwa 40 andere Prominente den Energiepolitischen Appell für eine Laufzeitverlängerung deutscher Kernkraftwerke.
2011 gründete Wulf Bernotat gemeinsam mit Alexander Landia, Isabel Poensgen und Gunther Schwarz die Bernotat & Cie. GmbH, die sich mit dem Mentoring von Führungskräften befasst.

## Privates
Bernotat war zweimal verheiratet und hinterlässt zwei erwachsene Töchter.
Wulf Bernotat interessierte sich für moderne Kunst, Golfspielen und Reisen. Bis zu seinem Tod lebte Bernotat in der Stadt Essen.
Wulf Bernotat starb nach langer Krankheit am 27. August 2017 im Alter von 68 Jahren.